# An Ozark Romance
An Ozark Romance er en amerikansk stumfilm fra 1918.

## Medvirkende
- Harold Lloyd
- Snub Pollard
- Bebe Daniels
- William Blaisdell
- Sammy Brooks
- William Gillespie
- Helen Gilmore
- Lew Harvey
- Gus Leonard
- James Parrott
- Charles Stevenson